# 1847 Stobbe
Az 1847 Stobbe (ideiglenes jelöléssel A916 CA) a Naprendszer kisbolygóövében található aszteroida. Holger Thiele fedezte fel 1916. február 1-én.